# Список умерших в 631 году

## Апрель
- Хосров V, царь царей (шахиншах) Ирана.

## Октябрь
- 20 октября — Соннатий, епископ Реймса (593—631).

## Декабрь
- 27 декабря — Кушах-Чан-Кинич, правитель Саальского царства древних майя со столицей в Наранхо.

## Дата смерти неизвестна или требует уточнения
- Асхама ибн Абджар, царь (негус) Аксума.
- Зейд аль-Хайр, сподвижник пророка Мухаммеда.
- Киниох, король пиктов (с 617).
- Кюлюг-Сибир хан, каган Западно-тюркского каганата (630—631).
- Ормизд VI, царь царей (шахиншах) Ирана.
- Пероз II, царь царей (шахиншах) Ирана (631).
- Райхана бинт Зейд, одна из жён пророка Мухаммада.
- Толис-хан Шибоби, хан восточного аймака тюркского каганата (603—631).
- Хосров IV, царь царей (шахиншах) Ирана, правил частью Ирана.
- Эногат, святой епископ Алетский.